# Doghs
Doghs – wieś w Armenii, w prowincji Armawir. W 2011 roku liczyła 1339 mieszkańców.